# Luci Arrunci (cònsol 22 aC)
Luci Arrunci (llatí: Lucius Arruntius) va ser un cavaller romà del segle i aC de la gens Arrúncia.
Va ser proscrit pels triumvirs l'any 43 aC, però va poder fugir amb Sext Pompeu i més tard va ser rehabilitat. Segurament és el mateix Arrunci que va dirigir l'ala esquerra de la flota d'Octavi a la batalla d'Àccium l'any 31 aC.
Va ser nomenat cònsol el 22 aC. Probablement és també el mateix Luci Arrunci que era amic de Gai Trebaci Testa, i és esmentat per Ciceró. El seu fill Luci Arrunci també va ser cònsol.
Hom l'ha volgut identificar també (si no és que es tracta del seu fill) amb l'Arrunci qui va escriure una història de la Primera Guerra Púnica imitant l'estil de Sal·lusti, obra de la qual solament es conserven fragments.